# نظام (علوم)

مخطط يصف نظاماً مغلقاً ويصف حدوده ومحيطه

النظام أو المنظومة أو الجملة ((باللاتينية: systēma) من اليونانية σύστημα «سيستيما») هو مجموعة عناصر تشكل بمجموعها كلاً واحداً مع بعضها البعض حيث يرتبط كل عنصر بالآخر. بالتالي أي عنصر ليس له أي ارتباط بأحد عناصر النظام لا يمكن اعتباره جزءا من هذا النظام.
غالباً ما تشترك الأنظمة في خصائص ثلاث، هي:
- النظام له بنية، تعرف بأجزاءه وتركيبه.
- النظام له سلوك، والذي يتضمن (إدخال، إجراء العمليات، وإخراج) المواد، الطاقة أو المعلومات.
- النظام له ترابطية داخلية، فأجزاء النظام المختلفة ترتبط وظيفياً وبنيوياً فيما بينها.

من الجدير بالذكر، أنه بالإمكان استخدام المصطلح نظام للتعبير عن مجموعة من القواعد التي تحكم سلوكاً أو بنيةً.

## نبذة تاريخية
إن لكلمة «Systema» هنا تاريخاً طويلاً والذي يعود إلى افلاطون وأرسطو واقليدس، وكانت تعني «مجموع» و«حشد» و«تجمع» في العصور القديمة، والكلمة مشتقة من الفعل sunìstemi، الذي يعني «يوحّد» أو «يجمع».
أما بالنسبة للكلمة العربية نظام، فقد ورد في معناها في لسان العرب:
النَّظْمُ التأْليفُ نَظَمَه يَنْظِمُه نَظْماً ونِظاماً ونَظَّمه فانْتَظَم وتَنَظَّم ونظَمْتُ اللؤْلؤَ أي جمعته في السِّلْك والتنظيمُ مثله ومنه نَظَمْتُ الشِّعر ونَظَّمْته ونَظَمَ الأَمرَ على المثَل وكلُّ شيء قَرَنْتَه بآخر أو ضَمَمْتَ بعضَه إلى بعض فقد نَظَمَتْه.
ويقول صاحب لسان العرب أيضاً:
والنِّظامُ ما نَظَمْتَ فيه الشيء من خيط وغيره وكلُّ شعبةٍ منه وأَصْلٍ نِظامٌ ونِظامُ كل أَمر مِلاكُه والجمع أَنْظِمة وأَناظيمُ ونُظُمٌ 
كان أول استخدام لمصطلح نظام في العلوم الطبيعية في القرن التاسع عشر عن طريق الفيزيائي الفرنسي نيكولا ليونارد سادي كارنو وذلك ضمن دراسته لمجال الديناميكا الحرارية.